# Univers FM RDC
Univers FM est une radio congolaise à caractère national diffusant musique, sport et évènements depuis le 20 avril 2014. Son format musical est basé sur des hits et des tubes congolais, africains et internationaux. La playlist d’Univers FM s’articule autour de cinq genres musicaux (Zouk, Afropop, Rap-Rnb, Rumba et Ndombolo). 
Univers FM diffuse également en direct des grands évènements culturels et sportifs en République démocratique du Congo.

## Programmes
Univers FM diffuse quotidiennement le classement des chansons congolaises, africaines et mondiales les plus populaires à travers trois programmes: Univers Top 30 (musique congolaise), Univers Top 15 Afro (musique africaine)et les 7 merveilles du monde (le top 7 des chansons internationales les plus populaires).
Sa rédaction sportive propose une émission quotidienne consacrée au football dénommée "Totalement Foot", en plus des formats brefs sur l'actualité du ballon rond. 

## Grille des programmes
Les programmes de référence du lundi au vendredi :
- 06h00-09h00 : Le Grand Reveil (Musique, sports, agenda culturel, emploi)
- 09h00-11h00 : Univers Top 30
- 12h00-12h30 : Les 7 merveilles du monde
- 13h00-15h00 : Les dédicoeurs
- 16h00-17h00 : Univers Top 15 Afro
- 17h00-18h00 : Univers Mix
- 19h00-21h00 : Ndombolo Zone